# Hội Nhà báo Cộng hòa Nhân dân Ba Lan
Hội Nhà báo Cộng hòa Nhân dân Ba Lan (tiếng Ba Lan: Stowarzyszenie Dziennikarzy PRL) thành lập năm 1982 ngay sau khi Hội Nhà báo Ba Lan bị cấm hoạt động do áp dụng lệnh thiết quân luật. Chủ tịch đầu tiên của công đoàn là Klemens Krzyżagórski (tại vị cho đến năm 1987) . Sau khi Hội Nhà báo Cộng hòa Nhân dân Ba Lan được thành lập, hơn một nửa số thành viên của Hội Nhà báo Ba Lan gia nhập; Tuy nhiên, ngoài các nhà báo báo chí, phát thanh và truyền hình, các nhà chức trách của Cộng hòa Nhân Dân Ba Lan vào thời điểm đó đã quyết định đưa vào hàng ngũ của họ nhân viên trung tâm phát thanh truyền hình và người phát ngôn nhằm tối ưu hóa công việc.
Hội Nhà báo Cộng hòa Nhân dân Ba Lan bị cáo buộc không có động thái bảo vệ các nhà báo bị chính quyền Cộng hòa Nhân dân Ba Lan đàn áp, và các thành viên của tổ chức này công khai từ chối sự lãnh đạo  ngầm của Hội Nhà báo Ba Lan .
Tất cả tài sản của  Hội Nhà báo Ba Lan bị giải thể được chuyển vào Hội Nhà báo Cộng hòa Nhân dân Ba Lan. Ngay sau khi chế độ cộng sản ở Ba Lan sụp đổ vào năm 1989, Hội nhà báo Ba Lan đã quay trở lại hoạt động công khai,  còn Hội Nhà báo Cộng hòa Nhân dân Ba Lan trở thành Hội nhà báo Cộng hòa Ba Lan. Từ thời điểm đó xuất hiện tranh chấp tài sản của Hội Nhà báo Ba Lan trước đây, đặc biệt là tòa nhà số 3-5 phố Foksal. Tranh chấp kết thúc, và tòa nhà này hiện nay là trụ sở của cả Hội Nhà báo Ba Lan, Hội Nhà báo Cộng hòa Ba Lan và một số hội nhà báo khác.